# Porcelia ponderosa
Porcelia ponderosa là loài thực vật có hoa thuộc họ Na. Loài này được (Rusby) Rusby miêu tả khoa học đầu tiên năm 1927.